# 犬上御田鍬
犬上 御田鍬（いぬかみ の みたすき、生没年不詳）は、飛鳥時代の人物。名は三田耜とも記される。姓は君。冠位は大仁。
最後の遣隋使および最初の遣唐使を務めた、大和朝廷の中級官吏・外交官の一人。

## 出自
犬上氏（犬上君）は日本武尊の子・稲依別王の後裔とされる皇別氏族。氏の呼称は近江国犬上郡（現在の滋賀県犬上郡および彦根市とその周辺地域）に由来する。

## 経歴
推古天皇22年（614年）6月に矢田部造（名不明）とともに最後の遣隋使として隋に渡る。翌推古天皇23年（615年）9月に百済使を伴って帰国した。
舒明天皇2年（630年）8月に第1次遣唐使の大使として、薬師恵日と共に唐に遣わされる（このとき二人の冠位は大仁）。舒明天皇3年（631年）使節一行は皇帝・太宗と謁見した。この際、太宗はその道の遠いことを矜（あわ）れみ、担当の役人に勅して毎年の入貢をやめさせたという。舒明天皇4年（632年）8月に使節一行は唐使・高表仁を伴って対馬国に着いた。この際、霊雲・旻・勝鳥養や新羅の送使も行をともにしている。なお、高表仁は10月に難波津に到着し、翌舒明天皇5年（633年）1月に唐へ帰国したが、この間の御田鍬らの動向は明らかではない。